# غيغيري
غيغيري (بالسواحلية: Gigiri) هو حي سكني من أحياء العاصمة الكينية نيروبي، يقطنه جالية كبيرة من المغتربين في كينيا، ويُعدّ من أكبر تجمعات المغتربين في قارة أفريقيا. ويضم حي غيغيري:
- مكتب الأمم المتحدة في نيروبي، مما يجعل نيروبي المدينة الأفريقية الوحيدة التي تستضيف العديد من هيئات الأمم المتحدة، مثل:
  - برنامج الأمم المتحدة للبيئة.[1]
  - برنامج الأمم المتحدة للمستوطنات البشرية.
- السفارة الأمريكية.
- قاعدة منظمة الطيران المدني الدولي لشرق وجنوب أفريقيا.

كما يضم الحي سوق القرية، وهو مجمع تسوق ترفيهي كبير، ويقع فيه مقر شركة UN Sacco المحدودة، وهي واحدة من أكبر اتحادات الائتمان في كينيا. ويعتبر حي غيغيري من أرقى أحياء كينيا، إلى جانب روندا وموثايغا القريبتين.